# 発煙機3型

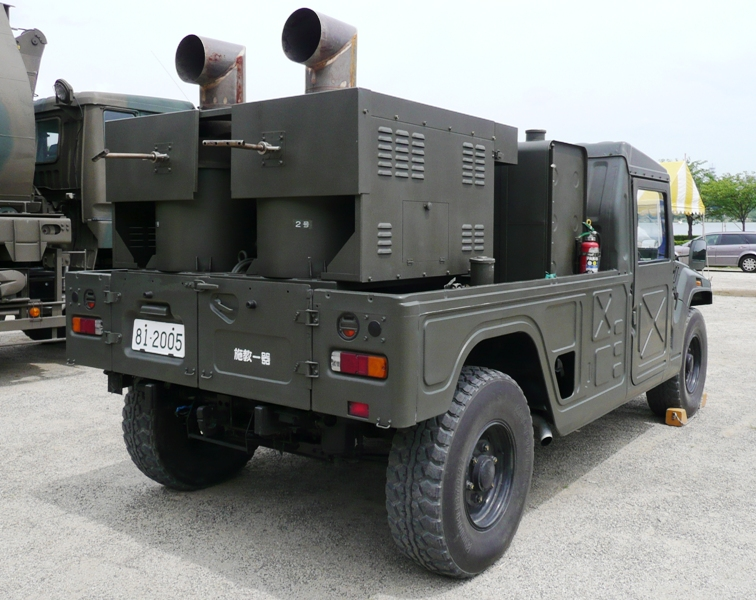
発煙機3型

発煙機3型（はつえんきさんがた）は、陸上自衛隊の装備。（正しくは発煙機3形として制式）普通科連隊などに配備される。煙幕を構成する際に使用される装備。発煙機2型の後継装備として配備が進んでいる。ベースとなっている車両は高機動車。

## 諸元
- 重量：約870kg（発煙機器）
- 最大発煙量：約350L/1時間

## 特徴
高機動車の荷台部分に発煙機器を搭載しているため自走が可能であり、発煙機2型とは異なり機動性に優れている。

## 製作
- 三井精機工業